# Icaria Fossae
Icaria Fossae és una estructura geològica del tipus fossa a la superfície de Mart, situada amb el sistema de coordenades planetocèntriques a -33.6 ° de latitud N i 254.59 ° de longitud E. Fa 2.115,45 km de diàmetre. El nom va ser fet oficial per la UAI l'any 1985 i pren el nom d'una característica d'albedo localitzada a 44 ° de latitud S i 130 ° de longitud O.